# British Aerospace Sea Harrier
Il British Aerospace Sea Harrier è un aereo da caccia imbarcato con capacità di decollo verticale (V/STOL). È uno sviluppo dell'Hawker Siddeley Harrier.

## Storia del progetto
Aereo inusuale in un'epoca in cui la maggior parte dei combattimenti di superiorità aerea navali e terrestri sono supersonici, il subsonico Sea Harrier è incaricato principalmente per la difesa aerea. Operando da portaerei della Royal Navy, abbatté 20 aerei in volo nella guerra delle Falkland, senza perdite in combattimento. Fu usato per attacchi a terra allo stesso modo degli Harriers terrestri dalla Royal Air Force.
Il Sea Harrier è stato commercializzato per le vendite all'estero, senza successo in Argentina e in Australia, l'India divenne l'unico operatore diverso da Gran Bretagna nel 1983. Una seconda versione aggiornata per la Royal Navy è stata presentata nel 1993 come il Sea Harrier FA2, migliorando le sue capacità aria aria e compatibilità, con un motore più potente. Questa versione è rimasta in produzione fino al 1998.
Il Sea Harrier ha servito nella guerra delle Falkland, in entrambe le guerre del Golfo, e nelle guerre jugoslave. Normalmente opera da una portaerei posizionata all'interno della zona di conflitto. Il suo utilizzo nella guerra delle Falkland è stato il momento più alto e un importante successo: esso protesse la Task Force britannica essendo il solo caccia ad ala fissa disponibile.
Il Sea Harrier è stato ritirato dal servizio della Royal Navy nel marzo 2006 e sostituito dal Harrier GR9. Nel lungo periodo il suo successore sarà il Lockheed Martin F-35 Lightning II.
Il Sea Harrier è stato in servizio attivo nella Indian Navy fino a maggio 2016, per essere sostituito dal Mikoyan MiG-29K (Fulcrum-D - Sea Fulcrum).

## Versioni
Sea Harrier FRS1
Harrier T4N
Sea Harrier FRS51
Harrier T60
Sea Harrier FA2
Harrier T8

### Evoluzione dell'Harrier
- Hawker Siddeley Harrier - 1ª generazione di Harrier
- BAE Sea Harrier - versione imbarcata dell'Harrier
- McDonnell Douglas AV-8B Harrier II - 2ª generazione di Harrier
- BAE Harrier II - 2ª generazione di Harrier

## Utilizzatori
India
- Indian Naval Air Arm

24 Sea Harrier FRS Mk.51 e 6 biposto Harrier T Mk.60 in servizio dal 1984 al maggio del 2016.
- - 300 Naval Squadron

 Regno Unito
- Royal Navy/Fleet Air Arm (75, dismessi) (aviazione di marina)
  - 800 Naval Air Squadron - sciolto nel 2006
  - 801 Naval Air Squadron - sciolto nel 2006
  - 809 Naval Air Squadron - sciolto nel 1982
  - 899 Naval Air Squadron - sciolto nel 2006